# Trionymus myrmecarius
Trionymus myrmecarius är en insektsart som först beskrevs av Leonardi 1908.  Trionymus myrmecarius ingår i släktet Trionymus och familjen ullsköldlöss. Inga underarter finns listade i Catalogue of Life.